# الدوري الإسكتلندي للمحترفين لكرة القدم
الدوري الإسكتلندي للمحترفين لكرة القدم (بالإنجليزية: Scottish Professional Football League)‏ هي الرابطة الوطنية لكرة القدم في إسكتلندا. تم تشكيل الدوري في يونيو 2013 بعد اندماج الدوري الإسكتلندي الممتاز (1998–2013) و‌دوري كرة القدم الإسكتلندي.

## الأبطال
| الموسم  | الدوري الممتاز | البطولة            | الدوري الأول     | الدوري الثاني |
| ------- | -------------- | ------------------ | ---------------- | ------------- |
| 2013–14 | سلتيك          | دندي               | رينجرز           | بيترهيد       |
| 2014–15 | سلتيك          | هارت أوف ميدلوثيان | غرينوك مورتون    | ألبيون روفرز  |
| 2015–16 | سلتيك          | رينجرز             | دونفرملين أثلتيك | إيست فيف      |
| 2016–17 | سلتيك          | هيبرنيان           | ليفينغستون       | اربوراث       |
| 2017–18 | سلتيك          | سانت ميرين         | آير يونايتد      | مونتروز       |
| 2018–19 | سلتيك          | روس كاونتي         | اربوراث          | بيترهيد       |
| 2019–20 | سلتيك          | دندي يونايتد       | ريث روفرز        | كوف رينجرز    |
| 2020–21 | رينجرز         | هارت أوف ميدلوثيان | بارتيك ثيسل      | كوينز بارك    |

## الملاحظات
1. ↑  تم إيقاف موسم 2019–20 في مارس 2020 بسبب جائحة فيروس كورونا في إسكتلندا. تم استئناف الموسم لاحقًا، واستخدمت متوسط النقاط لكل مباراة لحساب الجداول النهائية.[3]

## وصلات خارجية
- Official website
- spfl على تويتر. (SPFL Official Twitter account)